# Joseph Jakob Ringler
Joseph Jakob Ringler (* 12. Juli 1730 in Wien; † 5. Juli 1804 in Ludwigsburg) war ein Arkanist. Er war maßgeblich an der Ausbreitung der Porzellanfabrikation in Mitteleuropa beteiligt. Ringler arbeitete in den Porzellanmanufakturen in Wien, Höchst, Nymphenburg und Ludwigsburg.

## Leben
Joseph Jakob Ringler war ein Sohn des Schullehrers Andreas Zacharias Ringler und dessen Ehefrau Anna Maria, geb. Six. Er begann seine Ausbildung um 1744 in der Wiener Porzellanmanufaktur und erlernte dort die Porzellanmalerei und -herstellung. Als Freund der Tochter des Besitzers wurde er in die Betriebsgeheimnisse eingeweiht, die er später als sogenannter „Wanderarkanist“ in verschiedenen Manufakturen verbreitete, zunächst in Höchst, wohin ihn Johann Kilian Benckgraff berufen hatte.
1751 unterstützte er wohl Paul Hannong in Straßburg bei dem Versuch, außer Fayence auch Porzellan zu produzieren. Da Hannong gezwungen wurde, diesen Teil seiner Produktion aus Straßburg wegzuverlegen, entstand daraus die Frankenthaler Porzellanmanufaktur.
1754 gelang in Nymphenburg dank der Hilfe Ringlers, der 1753 dorthin engagiert worden war, erstmals die Herstellung von Porzellan, nachdem man sich zuvor dort sieben Jahre lang vergeblich bemüht hatte, hinter die Geheimnisse der Porzellanproduktion zu kommen.
Am 16. Februar 1759 wurde Ringler zweiter Direktor der im Jahr zuvor gegründeten Ludwigsburger Porzellanmanufaktur, verriet aber auch dort niemals all seine Kenntnisse bezüglich Porzellanmischungen und Brenntechniken, obwohl er über 40 Jahre lang in Ludwigsburg blieb. Probleme, die er dort zu bewältigen hatte, waren unter anderem das Fehlen von Brennholz sowie der Mangel an geeigneter Porzellanerde.
Im Jahr 1802 ging Ringler in Pension. Er erhielt im Ruhestand 500 fl. pro Jahr sowie 50 fl. für seine Wohnungsmiete. Ringler war zweimal verheiratet; seine zweite Ehefrau, Christine Friederika Wölffing aus Schorndorf, brachte fünf Söhne mit in die Ehe.

## Ringler in der Literatur
Joseph Jakob Ringler wird in Helena Martens Roman Die Porzellanmalerin erwähnt.